# Montacher-Villegardin
Montacher-Villegardin és un municipi francès, situat al departament del Yonne i a la regió de Borgonya - Franc Comtat. L'any 2007 tenia 701 habitants.

## Demografia

### Població
El 2007 la població de fet de Montacher-Villegardin era de 701 persones. Hi havia 276 famílies, de les quals 53 eren unipersonals (8 homes vivint sols i 45 dones vivint soles), 107 parelles sense fills, 99 parelles amb fills i 17 famílies monoparentals amb fills.
La població ha evolucionat segons el següent gràfic:
Habitants censats

### Habitatges
El 2007 hi havia 381 habitatges, 275 eren l'habitatge principal de la família, 90 eren segones residències i 16 estaven desocupats. 379 eren cases i 1 era un apartament. Dels 275 habitatges principals, 226 estaven ocupats pels seus propietaris, 39 estaven llogats i ocupats pels llogaters i 9 estaven cedits a títol gratuït; 1 tenia una cambra, 9 en tenien dues, 50 en tenien tres, 64 en tenien quatre i 151 en tenien cinc o més. 226 habitatges disposaven pel capbaix d'una plaça de pàrquing. A 106 habitatges hi havia un automòbil i a 149 n'hi havia dos o més.

### Piràmide de població
La piràmide de població per edats i sexe el 2009 era:
| Homes | Edats   | Dones |
| ----- | ------- | ----- |
| 0     | 95 o +  | 4     |
| 4     | 90 a 94 | 0     |
| 4     | 85 a 89 | 16    |
| 0     | 80 a 84 | 4     |
| 16    | 75 a 79 | 20    |
| 24    | 70 a 74 | 28    |
| 16    | 65 a 69 | 16    |
| 24    | 60 a 64 | 12    |
| 12    | 55 a 59 | 12    |
| 20    | 50 a 54 | 16    |
| 40    | 45 a 49 | 20    |
| 20    | 40 a 44 | 28    |
| 16    | 35 a 39 | 32    |
| 24    | 30 a 34 | 16    |
| 8     | 25 a 29 | 16    |
| 8     | 20 a 24 | 8     |
| 16    | 15 a 19 | 8     |
| 16    | 10 a 14 | 36    |
| 8     | 5 a 9   | 20    |
| 4     | 0 a 4   | 8     |

## Economia
El 2007 la població en edat de treballar era de 429 persones, 326 eren actives i 103 eren inactives. De les 326 persones actives 304 estaven ocupades (155 homes i 149 dones) i 22 estaven aturades (11 homes i 11 dones). De les 103 persones inactives 27 estaven jubilades, 35 estaven estudiant i 41 estaven classificades com a «altres inactius».

### Ingressos
El 2009 a Montacher-Villegardin hi havia 303 unitats fiscals que integraven 776 persones, la mediana anual d'ingressos fiscals per persona era de 19.042 €.

### Activitats econòmiques
Dels 28 establiments que hi havia el 2007, 2 eren d'empreses de fabricació d'altres productes industrials, 1 d'una empresa de construcció, 10 d'empreses de comerç i reparació d'automòbils, 3 d'empreses de transport, 1 d'una empresa d'hostatgeria i restauració, 2 d'empreses d'informació i comunicació, 3 d'empreses immobiliàries, 3 d'empreses de serveis, 1 d'una entitat de l'administració pública i 2 d'empreses classificades com a «altres activitats de serveis».
Dels 6 establiments de servei als particulars que hi havia el 2009, 1 era una oficina de correu, 2 tallers de reparació d'automòbils i de material agrícola, 1 lampisteria, 1 perruqueria i 1 agència immobiliària.
Dels 2 establiments comercials que hi havia el 2009, 1 era una botiga de més de 120 m² i 1 una fleca.
L'any 2000 a Montacher-Villegardin hi havia 17 explotacions agrícoles que ocupaven un total de 2.041 hectàrees.

## Equipaments sanitaris i escolars
El 2009 hi havia una escola elemental.

## Poblacions més properes
El següent diagrama mostra les poblacions més properes.